# Stijn Neirynck
Stijn Neirynck (Tielt, 14 september 1985) is een voormalig Belgisch wielrenner. Hij was lid van de ploeg Topsport Vlaanderen-Baloise, waar ook zijn neef Yves Lampaert deel van uitmaakte.

## Resultaten
2006
- 3e etappe Tour de Moselle
- 3e Gooikse Pijl
- 3e Parijs-Tours voor Beloften

2007
- 2e Internationale Wielertrofee Jong Maar Moedig

2008
- Internationale Wielertrofee Jong Maar Moedig
- Grand Prix de Pont à Marcq-La Ronde Pévèloise
- 4e etappe Driedaagse van Cherbourg
- 2e du Ronde van Namen
- 2e Gooikse Pijl
- 3e Gent-Staden
- 3e Memorial Danny Jonckheere

2012
- 2e Grote Prijs Jef Scherens

## Resultaten in voornaamste wedstrijden
| Jaar | Gent-Wevelgem |
| ---- | ------------- |
| 2011 | 57e           |
| 2012 | 29e           |